# 日本マレーシア高等教育大学連合
日本マレーシア高等教育大学連合（にほんマレーシアこうとうきょういくだいがくれんごう、英称:Japan-Malaysia Consortium for Higher Education）は、1994年4月に開設された。略称はJUCTe。このプログラムは日本国際教育大学連合によって開設された。

## 概要
マレーシアからの留学生受け入れ支援と、それによる日本における高等教育機関の国際化・活性化を目的としている。ツイニング・プログラムを導入している。

## コンソーシアム
2018年2月現在、22の大学によって構成されている。

### 国公立大学
- 愛媛大学
- 熊本大学
- 長岡技術科学大学
- 室蘭工業大学
- 香川大学
- 埼玉大学
- 兵庫県立大学
- 山口大学
- 九州工業大学
- 豊橋技術科学大学
- 福井大学

### 私立大学
- 岡山理科大学
- 上智大学
- 東京工科大学
- 明治大学
- 近畿大学
- 拓殖大学
- 東京電機大学
- 立命館大学
- 芝浦工業大学
- 東海大学
- 東京理科大学

## 公式サイト
- 特定非営利活動法人日本国際教育大学連合 (JUCTe)